# Pardosa dalkhaba
Pardosa dalkhaba là một loài nhện trong họ Lycosidae.
Loài này thuộc chi Pardosa. Pardosa dalkhaba được Carl Friedrich Roewer miêu tả năm 1960.